# Шевченко, Артём Валерьевич
Артём Вале́рьевич Шевче́нко (укр. Артем Валерійович Шевченко; род. 30 октября 1977 года, Днепропетровск, УССР) — украинский тележурналист, журналист, телеведущий, бывший генеральный директор телеканала «ТВі» (2013). Глава департамента коммуникаций МВД Украины со 2 июня 2015 года.

## Биография

### Ранние годы. Образование
Артём Валерьевич Шевченко родился 30 октября 1977 года в Днепропетровске (УССР). Окончил СШ № 78 на ж/м Тополь-2.
Телевидением занимается с 10-го класса средней школы. После трёх курсов обучения на факультете систем и средств массовой коммуникации Днепропетровского госуниверситета перевёлся в Институт журналистики Киевского национального университета им. Шевченко, который и окончил.

### Карьера
Работал журналистом на ведущих украинских телеканалах «СТБ», «ICTV», «1+1», «Tonis», «Интер». Был шеф-редактором и ведущим новостей на телеканале «Тонис».
На «Интере» А. Шевченко работал ведущим программы журналистских расследований «Агенты влияния» (укр. Агенти впливу). Был ведущим программ «Восклицательный знак», «Восклицательный знак. Ежедневно» и «Особый формат» на телеканале «ТВі». Позже работал на телеканале «Эспрессо».
2 июня 2015 года был избран директором Департамента коммуникаций МВД Украины, куда его пригласил глава ведомства Арсен Аваков.
Имеет большой опыт репортёрской работы в освещении военных конфликтов в таких горячих точках, как Балканы, Кавказ, Израиль, Ирак. Помимо того, А. Шевченко является лауреатом премии Нацсовета по вопросам ТВ и радиовещания «Телетриумф» в номинации «Лучший репортёр» (2001).